# Kamienica przy ulicy Ariańskiej 17 w Krakowie
Kamienica przy ulicy Ariańskiej 17 – zabytkowa kamienica znajdująca się w Krakowie, w dzielnicy II Grzegórzki przy ul. Ariańskiej, na rogu z ul. A. Lubomirskiego 33, na Wesołej.
Kamienica została wzniesiona w 1907 roku.  Zaprojektowana została przez Władysława Kleinbergera. W 1963 roku budynek przeszedł remont.
Kamienica znajduje się na obszarze Wesołej, której układ urbanistyczny został wpisany 16 lutego 1984 do rejestru zabytków. Budynek znajduje się także w gminnej ewidencji zabytków.